# Kröger-Werft
Die Lürssen-Kröger Werft GmbH & Co. KG ist eine deutsche Werft mit Sitz in Schacht-Audorf am Nord-Ostsee-Kanal, die seit 1987 zur Lürssen-Gruppe gehört und heute auf den Neubau von Megayachten von 55 bis 125 Metern Länge spezialisiert ist.

## Geschichte

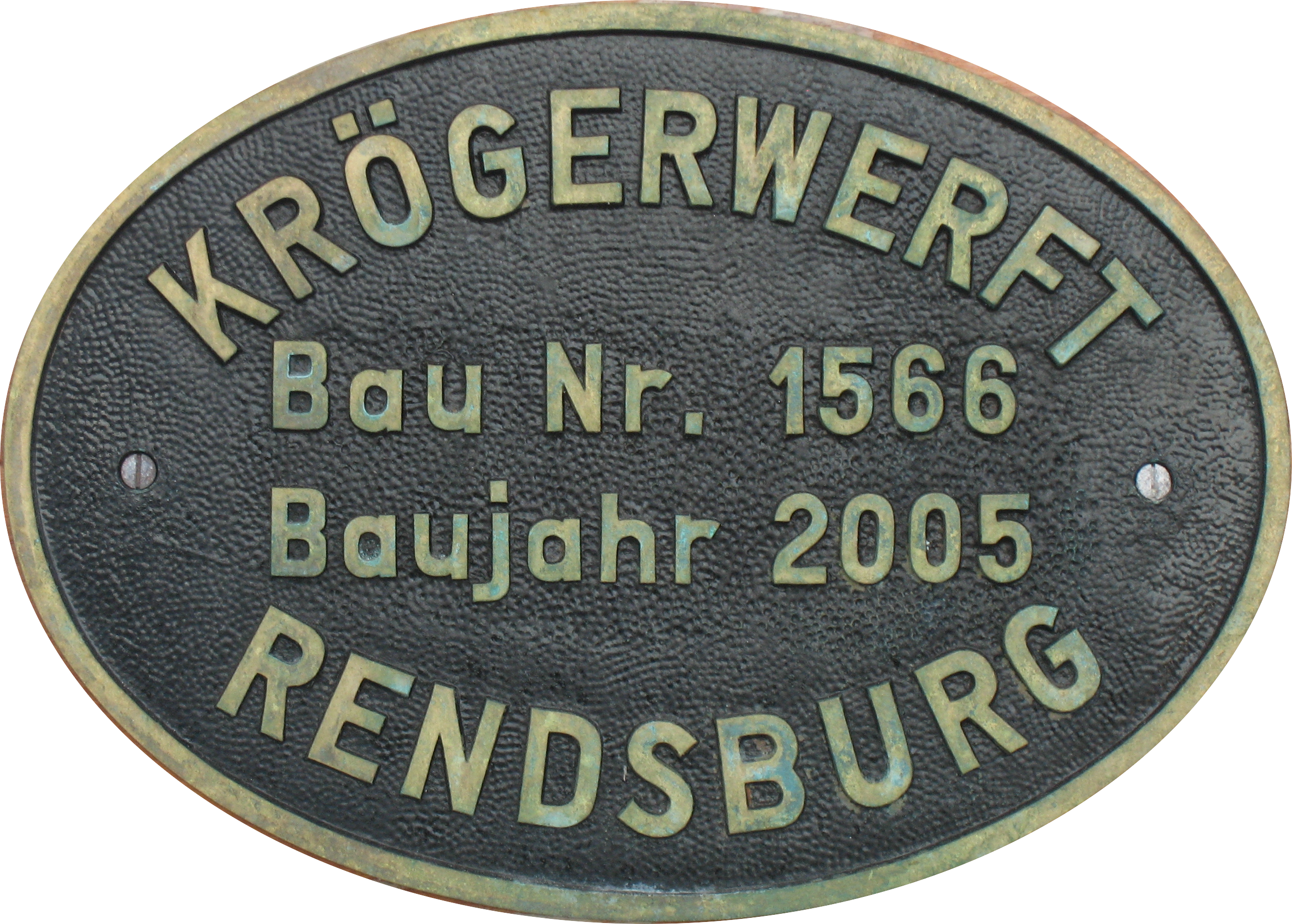
Baunummernschild der Werft

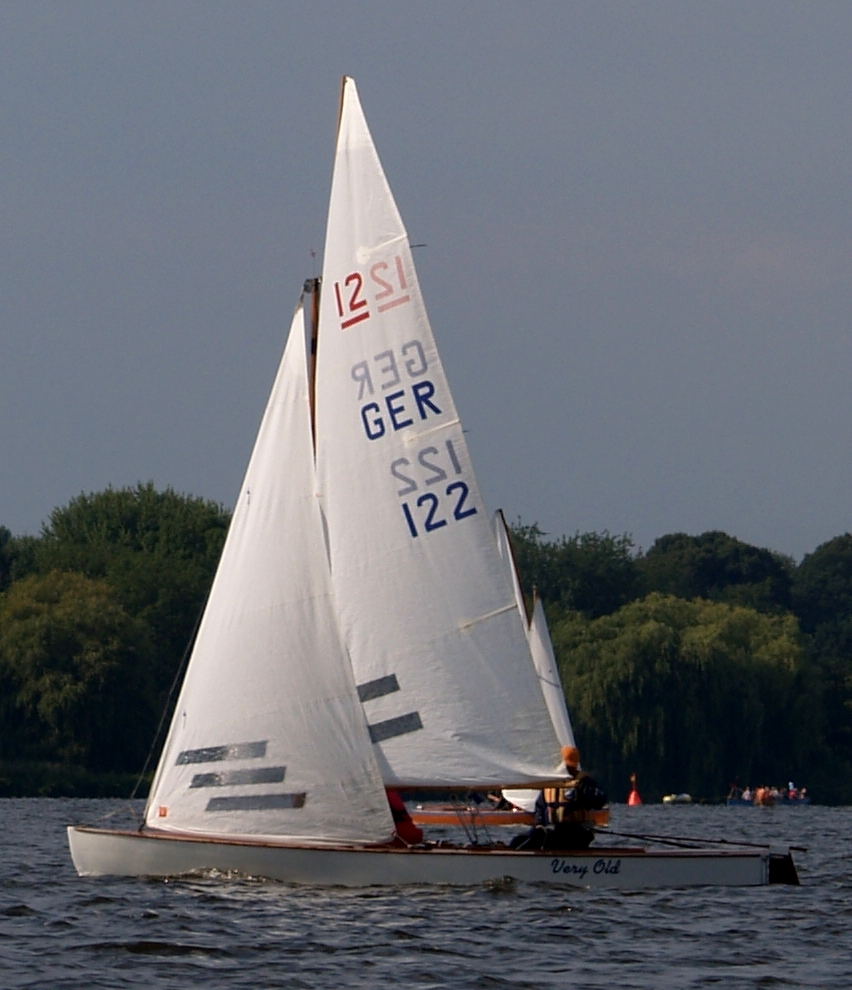
Von Kröger entwickelt: 12-m²-Sharpie

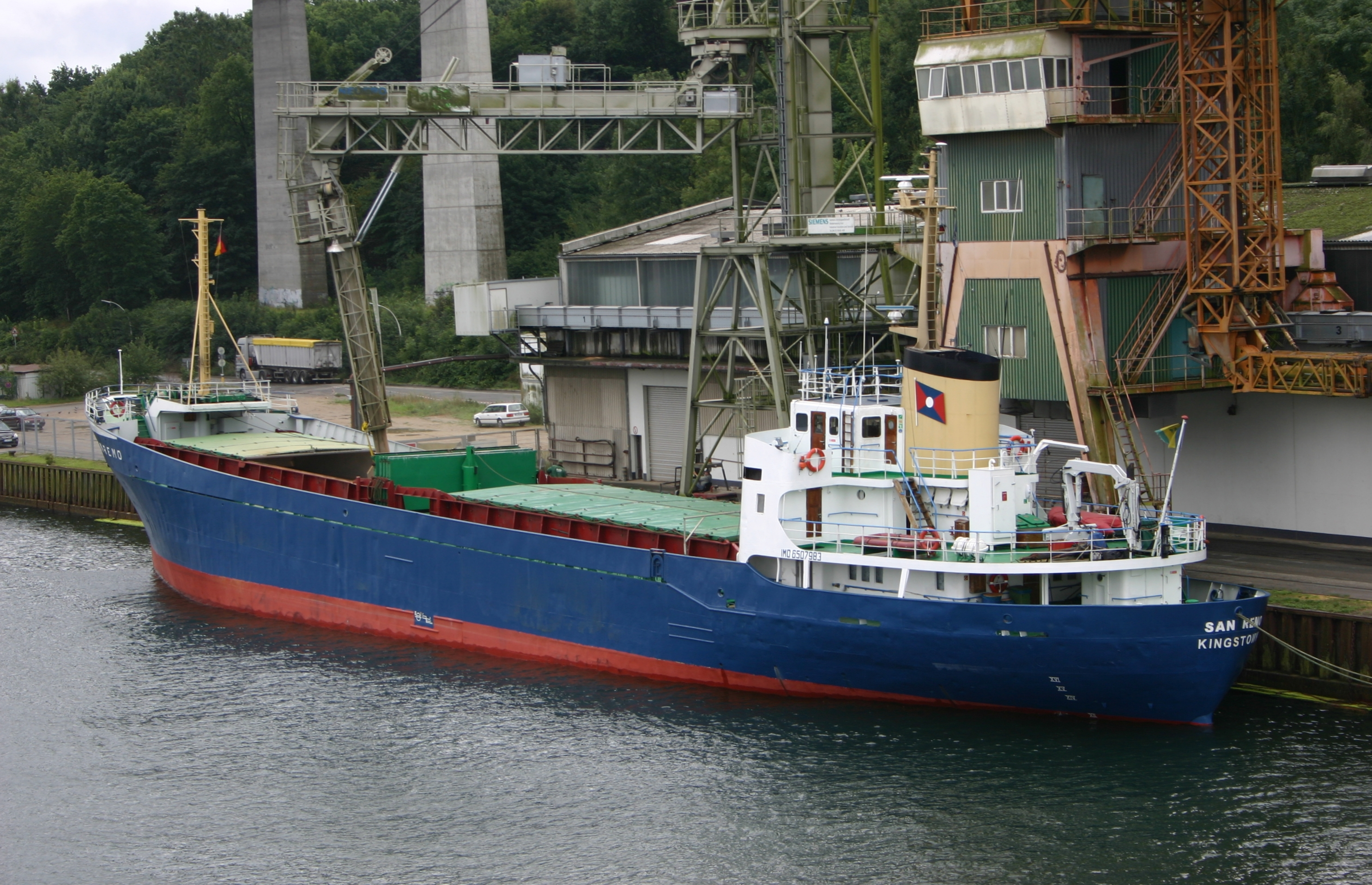
Kröger Werft Baunummer 1191, San Remo, ehemals Saxen (1965)

### Warnemünde
1928 gründeten die Brüder Hans Kröger (1905–1971) und Karl Kröger (1902–1963) mit dem Schiffbauingenieur Walter Brauer (1905–1978) in Rostock-Warnemünde die Yacht- und Bootswerft Gebr. Kröger. Die Brüder wurden im heutigen Rostocker Ortsteil Gehlsdorf geboren und erhielten ihre Berufsausbildung als Schiffszimmermann und Schiffbauer auf der Rostocker Neptun-Werft. Anschließend absolvierten sie ein Schiffbaustudium in Hamburg. Nach der Gründung ihres Betriebes in Warnemünde führten sie anfangs Reparaturen an Fischerbooten, Yachten und Behördenfahrzeugen aus. 1930 gewannen sie eine Ausschreibung des Deutschen Segler-Verbandes für die Entwicklung einer einfachen Jolle, die für den Selbstbau geeignet sein sollte. Ihre Entwicklung des 12-m²-Sharpies war sehr erfolgreich, die Werft erhielt erst einmal acht Aufträge aus Großbritannien und zehn aus Deutschland. Am Ende der Segelsaison 1931 waren bereits 28 Sharpies beim DSV registriert und insgesamt 39 Sharpies nach Großbritannien und in die Niederlande exportiert. Die Jolle war viele Jahrzehnte ein beliebtes Regatta- und Wanderboot, 1956 wurde es Olympiaboot.

### Stralsund
Bis zum Beginn des Zweiten Weltkriegs konnte die Werft eine größere Anzahl von Seefahrtkreuzern, R-Yachten, Jollen und Tourenyachten bauen. 1941 wurde in Stralsund eine Zweigstelle gegründet. Im Krieg wurde die Produktion auf Rüstungsprodukte umgestellt. So wurden in Warnemünde Flugsicherungsboote und in Stralsund hölzerne Marinefahrzeuge gebaut. Die Werft beschäftigte während des Krieges polnische und französischen Zwangsarbeiter, Kriegsgefangene und KZ-Häftlinge.
1945 wurde die Werft durch die Sowjets demontiert und in Volkseigentum überführt. Die Belegschaft der Werft sprach sich gegen die Rücküberführung an die früheren Besitzer aus. Nach der Enteignung der beiden Kröger-Betriebe durch die sowjetische Besatzungsmacht wurde auf dem Gelände in Warnemünde mit wesentlichen Erweiterungen die Warnowwerft gegründet, auf dem Gelände in Stralsund die Volkswerft Stralsund.

### Husum und Rendsburg
Die Gebrüder Kröger waren noch vor dem Einmarsch der Roten Armee in Rostock in den Westen geflüchtet, Walter Brauer mit Familie an Bord nach Schweden, wo er acht Jahre blieb und im dortigen Schiffbau tätig war. Die Gebrüder Kröger waren mit einigen Materialien und Mitarbeitern nach Schleswig-Holstein gelangt. Dort hatte man sich schon vorsorglich 1944 für spätere Zeiten nach neuen Arbeitsmöglichkeiten umgesehen. 1947 gelang in Husum ein Neuanfang, aus dem unter der Leitung von Hans Kröger die Husumer Werft wurde, 1948 folgte die Gründung des Betriebs in Schacht-Audorf am Nord-Ostsee-Kanal bei Rendsburg. Die Bootsbautradition der Vorkriegs- und Kriegszeit wurde wieder aufgenommen. Sie führte schließlich zum Bau von Binnenminensuch-, Wach- und schließlich Schnellbooten für die Bundesmarine. Daneben stieg man in Husum, aber auch in Rendsburg, in den Bau kleinerer und mittlerer Frachter, Tanker und anderer Handelsschiffstypen ein. Außerdem wurden als Einzelstücke Segel- und Motoryachten gebaut. Die Husumer Werft setzte ihre Bautätigkeit 1969 auf einem neuen Gelände fort.
In den 1970er Jahren mit ihrer schweren Strukturkrise für deutsche und internationale Werften und Reedereien geriet auch die Krögerwerft in schwieriges Fahrwasser, weshalb die Gründerfamilien als Gesellschafter ausschieden.
Schließlich konnte die Werft 1987 von der Fr. Lürssen Werft in Bremen übernommen werden. Der Bau von Handelsschiffen (Containerfeedern) wurde zwar noch bis zur Jahrtausendwende weiterbetrieben, doch sonst lehnte man sich im Bauprogramm bei Marineschiffen und großen Yachten immer enger an Lürssen an, wie etwa bei der Fertigung von Minensuchern und Minenjägern. Die heutzutage in Rendsburg entstehenden Yachten tragen Lürssen-Baunummern und werden als Lürssen-Produkte vermarktet. Die Husumer Werft musste 1999 geschlossen werden. Die Husumer Dock und Reparatur GmbH & Co. KG übernahm die Anlage.
Im Juli 2024 kam es auf der Werft in Schacht-Audorf zu einem Brand. Ursache war (vermutlich?) ein technischer Defekt.

## Schiffe der Werft
- Die Sharpie, eine 2-Mann Regatta-Jolle
- 17 KWC-360-Containerschiffe
- zehn Binnenminensuchboote der Frauenlob-Klasse
- Amadea, eine Megayacht